# Europees kampioenschap voetbal 2000 (Groep A) Portugal - Engeland
Dit artikel gaat over de wedstrijd in de groepsfase in groep A tussen Portugal en Engeland gespeeld op 12 juni 2000 tijdens het Europees kampioenschap voetbal 2000.

## Wedstrijdverloop
Portugal won de wedstrijd met 3-2. Engeland stond binnen 20 minuten op een 0-2-voorsprong, maar de Portugezen maakten nog voor rust gelijk: ruststand 2-2. In de 59e minuut maakte Portugal het laatste en beslissende doelpunt van de wedstrijd.

## Wedstrijdgegevens
| Datum          | 12 juni 2000                 | 12 juni 2000                 |
| Stadion        | Philips Stadion, Eindhoven   | Philips Stadion, Eindhoven   |
| Toeschouwers   | 35.000                       | 35.000                       |
| Scheidsrechter | Anders Frisk                 | Anders Frisk                 |
| Assistenten    | Leif Lindberg Emanuel Zammit | Leif Lindberg Emanuel Zammit |
| Vierde man     | Urs Meier                    | Urs Meier                    |
|                | Portugal                     | Engeland                     |
| Doelpunten     | 3                            | 2                            |
| Gele kaarten   | 1                            | 1                            |
| Rode kaarten   | 0                            | 0                            |
| Wissels        | 3                            | 3                            |

| Portugal | 3 – 2           | Engeland |
| Luís Figo 22' João Pinto 37' Nuno Gomes 59'                                                                                                 | goals (assists) | 3' Paul Scholes 18' Steve McManaman |
| Humberto Coelho | bondscoach      | Kevin Keegan |
| Vítor Baía Jorge Costa José Luís Vidigal Fernando Couto Luís Figo João Pinto 75' Rui Costa 85' Dimas Abel Xavier Paulo Bento Nuno Gomes 89' | opstellingen    | David Seaman Gary Neville Phil Neville Sol Campbell 82' Tony Adams David Beckham Paul Scholes Alan Shearer 46' Michael Owen 58' Steve McManaman Paul Ince |
| Sérgio Conceição 75' Beto 85' Capucho 89'                                                                                                   | wissels         | 46' Emile Heskey 58' Dennis Wise 82' Martin Keown |
| Vítor Baía 89' | gele kaarten    | 45' Paul Ince |
| | rode kaarten    | |